# 高田裕史
高田 裕史（たかだ ひろし、1956年 - ）は、日本の作家。落語研究家。東京都新宿区出身。

## 来歴・人物
新宿区立落合第一小学校の同級生に泉麻人がいる。早稲田高等学校を経て、早稲田大学教育学部国文学科（現・国語国文学科）を卒業。同級生に、ラズウェル細木、斎藤雅文、佐藤勝明、古木優、小久保修、谷口理などがいた。一学年下には石井めぐみがいた。 早稲田大学文学研究科（大学院）に進んだが、病を得てやむなく断念。江戸文学を専攻し、学部では興津要、大学院では神保五弥に師事していた。
予備校講師のかたわら、執筆にいそしむ。著作以外にも雑文多数。
蔵書数は50000冊超。うち30000冊が歌舞伎関係書。八代目林家正蔵（林家彦六）を好み、趣味はクラリネット演奏、チャンバラ実演など多彩。

## 主な著書
- 『千字寄席 噺がわかる落語笑事典』（PHP研究所） 古木優と共編著 1995年
- 『千字寄席 噺の筋がわかる落語事典 下巻』（PHP研究所） 古木優と共編著 1996年
- 『千字寄席 噺がわかる落語笑事典 』（PHP文庫） 古木優と共編著 2000年
- 『図解 落語のおはなし』（PHP研究所） 古木優と共編著 2006年